# Francolin d'Archer
Scleroptila gutturalis
Espèce
Statut de conservation UICN

 LC  : Préoccupation mineure
Le Francolin d'Archer (Scleroptila gutturalis, anciennement Scleroptila levaillantoides ou levalliantoides) est une espèce d'oiseaux de la famille des Phasianidae.

## Répartition
Cette espèce vit en Afrique subsaharienne.

## Taxinomie
L'espèce a été originellement décrite comme Perdix levalliantoides, mais il a aussi coexisté la version alternative levaillantoides.
Dans la classification de référence (3.4, 2013) du Congrès ornithologique international, le nom scientifique de l'espèce est changé en Scleroptila gutturalis. En effet, la sous-espèce gutturalis, qui n'a pas toujours été considérée comme appartenant à cette espèce, mais qui est traitée par le COI comme conspécifique, a priorité sur le nom de l'espèce, ayant été décrite en premier par Rüppell en 1835.

### Synonymes
- Perdix levalliantoides Smith, 1836 (protonyme)
- Scleroptila levalliantoides
- Scleroptila levaillantoides
- Francolinus levaillantoides

### Distribution
En quatre poches isolées dont trois en Afrique de l’est et une, plus importante, en Afrique du Sud.

### Sous-espèces
La distinction des sous-espèces est difficile, une quinzaine de formes ayant été décrites, mais Urban et al. (1986) suivis par Madge & McGowan (2002) n’en retiennent que quatre. Le tableau se complique par la présence de la forme plus différenciée gutturalis dont on a envisagé qu'elle soit une espèce distincte. Par ailleurs, en raison de la moindre étendue de roux sur l’aile, les formes nordiques ont parfois été considérées comme des sous-espèces du francolin à ailes grises (F. africanus). Johnsgard (1988) reconnaît sept sous-espèces sans distinction de groupes. Hennache & Ottaviani (2011) se rallient à la taxonomie de Madge & McGowan (2002) qui ne retiennent que quatre sous-espèces réparties en deux groupes distincts : les formes méridionales et les formes nordiques.

## les formes méridionales
- F. l. levaillantoides Smith, 1836 : (F. l. pallidior Neumann 1908, F. l. ludwigi Sclater 1924, F. l. gariepensis Smith 1843, F. l. watti Macdonald 1953, F. l. langi Peters 1934 et F. l. kalaharica Roberts 1932 incluses), centre de l’Afrique du Sud et de la Namibie. Les populations du sud (sud-est de la distribution) sont les plus foncées alors que celles du nord et de l’ouest sont les plus pâles (pallidior, langi et kalaharica). La forme kalaharica du centre du Botswana est couleur sable très pâle avec la striation fauve très réduite sur les parties inférieures.
- F. l. jugularis Büttikoffer, 1889 : (F. l. cunenensis Roberts 1932 et F. l. stresemanni Hoesch & Niethammer 1940 incluses), nord de la Namibie et  sud-ouest de l’Angola. Cette sous-espèce se distingue par la large bande jugulaire de petites plumes blanches liserées de noir et formant un net plastron écailleux. Les parties inférieures sont blanchâtres avec peu de stries fauves sur les flancs.

## les formes nordiques
- F. l. gutturalis (Rüppell, 1835) : (F. l. eritreae Zedlitz 1910 incluse), Érythrée. Cette sous-espèce se singularise par le trait oculaire et la moustache moins bien définis et représentés par un léger pointillé. Le plastron jugulaire écailleux fait défaut.
- F. l. lorti Sharpe, 1897 : (F. l. archeri Sclater 1927, F. l.  stantoni Cave 1940 et F. l. friedmanni Grant & Mackworth-Praed 1934 incluses), Soudan, Ouganda, sud de l’Éthiopie et nord de la Somalie. Cette sous-espèce se différencie par des stries plus fines sur les parties inférieures et les rémiges plus grises que chez les formes méridionales. Plastron jugulaire écailleux présent.

### Habitat
Le francolin d’Archer est un hôte des prairies sèches, avec ou sans couvert buissonneux, des boisements secs et des versants herbeux de montagne, parsemés de galets et de buissons épineux, jusqu’à 2500 m d’altitude au Kenya et en Ouganda (Madge & McGowan 2002).

### Alimentation
Son spectre alimentaire se compose de racines, tubercules, bulbes, dont les plantes du genre Moraea, pousses, graines de plantes herbacées, grains de glanure, insectes et leurs larves (sauterelles, termites, scarabées) (Urban et al. 1986).

### Mœurs
Timide et discret, ce francolin passe peu de temps à se nourrir à découvert. Plus souvent entendu que vu, il lance ses appels répétés au lever du jour et à la tombée de la nuit. Il évolue généralement en couples et en petits groupes comptant jusqu’à 12 individus. Il répugne à s’envoler, préférant fuir en courant à travers la végétation, ou même se dissimuler dans des terriers de mammifères (Madge & McGowan 2002).

### Voix
Le cri de signalement est similaire à celui du francolin de Shelley, mais émis sur un rythme plus rapide et avec des pauses plus courtes entre les notes. Une suite de sons aigus weecheele-weecheele-weecheele, pirrie-perrie ou ki-be-til-ee répétés entre cinq et neuf fois ainsi qu’un cri d’alarme perçant, émis à l’envol, ont également été décrits (Urban et al. 1986).

### Nidification
Le francolin d'Archer est probablement monogame. Il est très territorial, le mâle réagissant immédiatement et fortement à tout chant émis par un congénère ou à la repasse au  magnétophone. La ponte a lieu entre février et mai ainsi qu’en septembre-octobre dans le Transvaal ; en juin en Namibie ; en avril, août et décembre en Angola ; en février, avril et août en Éthiopie ; en mai-juin en Somalie. Le nid consiste en une simple dépression grattée sous une touffe d’herbes (Urban et al. 1986).

### Statut
Le francolin d'Archer n’est pas considéré comme globalement menacé par BirdLife (2010), mais son statut est très variable selon les localités. Il est plutôt commun localement en Éthiopie, connu de seulement deux sites en Somalie (Guban et Warsangli), confiné au mont Moroto en Ouganda. On n'en a pas de données récentes de Djibouti et du Soudan. En Afrique australe, il est stable ou peut-être même en augmentation en Namibie et peut-être aussi au Botswana, mais est en déclin dans le sud-ouest de la Province du Cap (Madge & McGowan 2002). On n'en possède pas de données récentes du Lesotho.